# Charles Guyot (1890-1958)
Pour les articles homonymes, voir Charles Guyot.
Charles Guyot (né le 4 août 1890 à  Saint-Imier et mort le 30 avril 1958 à Renens) est un coureur cycliste suisse. Professionnel de 1909 à 1927, il a notamment été champion de Suisse sur route en 1909 et 1910, et champion de Suisse de course de côte en 1917. Son fils, également prénommé Charles, a été coureur professionnel de 1946 à 1952.

## Palmarès
- 1909
  -  Champion de Suisse sur route
  - 3e de Berne-Genève
- 1910
  -  Champion de Suisse sur route
- 1912
  - 3e de Berne-Genève
- 1915
  - 2e du championnat de Suisse sur route
- 1917
  -  Champion de Suisse de montagne
  - Berne-Genève
- 1921
  - Berne-Genève
  - 2e du championnat de Suisse sur route
- 1922
  - 3e de Munich-Zurich
- 1923
  - 3e du championnat de Suisse de montagne
- 1924
  - Tour du Nord-Ouest de la Suisse

## Résultats sur les grands tours

### Tour de France
- 1912 : 20e
- 1914 : abandon (4e étape)[1]
- 1927 : abandon (4e étape)